# Roger Gallaway
Roger John Gallaway, né le 23 mai 1948 à Sarnia (Ontario), est un avocat, musicien et homme politique canadien membre du Parti libéral du Canada. Il est élu député à la Chambre des communes du Canada lors des élections fédérales de 1993 mais est battu par le conservateur Pat Davidson lors des élections de 2006, dans la circonscription ontarienne de Sarnia—Lambton.

## Biographie
Gallaway obtient son baccalauréat de l'Université de Western Ontario et son baccalauréat en droit de l'Université de Windsor. Il pratique le droit avant de se lancer en politique et s'implique dans une variété d'organisations communautaires dans la région de Sarnia. En 1991, il est élu maire de Point Edward.
Gallaway est élu pour la première fois à la Chambre des communes lors de l'élection fédérale de 1993, défaisant le député progressiste-conservateur sortant Ken James par plus de 10 000 voix. Il est réélu par des marges aussi grandes aux élections de 1997 et 2000, et remporte la victoire sur le candidat conservateur Marcel Beaubien par plus de 5000 voix lors de l'élection de 2004.
Gallaway était un député rebelle de l'aile droite du Parti libéral. Il s'est fortement opposé au registre fédéral des armes à feu depuis des années, et tenta, sans succès, de couper les fonds au programme en 2004. Ses opinions tendent vers le conservatisme social sur plusieurs questions, bien qu'il n'ait pas mis l'accent sur ces questions au même point que d'autres dans son parti, tels que Tom Wappel et Rose-Marie Ur. C'est un ami et allié politique de la sénatrice conservatrice Anne Cools, et a travaillé étroitement avec elle pour réformer les lois relatives au divorce : Cools et Gallaway ont tous deux cherché à obtenir davantage de droits de garde pour les pères. Gallaway a également réclamé que les fonds gouvernementaux soient retirés de la CBC et s'oppose à la surfacturation des compagnies de cablodiffusion à la fin des années 1990.
De décembre 2003 à juillet 2004, Gallaway est secrétaire parlementaire du Leader du gouvernement à la Chambre des communes, avec une responsabilité spéciale sur la réforme démocratique.
Gallaway est également musicien et a participé à des performances avec la Symphonie internationale canadienne.
Il est défait par la conservatrice Pat Davidson par plus de 4000 voix lors de l'élection fédérale canadienne de 2006. Peu après, Gallaway jette le blâme de la défaite du Parti libéral sur le leadership de Paul Martin, et est le premier à réclamer la démission de Paul Martin à titre de chef de parti.